# Ḩālat al Baḩrānī
Ḩālat al Baḩrānī är en ö i Förenade Arabemiraten.   Den ligger i emiratet Abu Dhabi, i den centrala delen av landet, 17 kilometer sydväst om huvudstaden Abu Dhabi. Arean är 12,0 kvadratkilometer.
Trakten runt Ḩālat al Baḩrānī är ofruktbar med lite eller ingen växtlighet.